# Billy Williams (rugby à XV, 1929)
Pour les articles homonymes, voir Billy Williams.
Pas d'image ? Cliquez ici

a Compétitions nationales et continentales officielles uniquement.

b Matchs officiels uniquement.
William Owen Gooding Williams dit Billy Williams, né le 19 novembre 1929 à Gowerton et mort le 29 mars 2013, est un joueur de rugby gallois, évoluant au poste de pilier pour le pays de Galles.

## Biographie
Billy Williams dispute son premier test match le 7 avril 1951 contre l'équipe de France, et son dernier test match fut contre l'équipe d'Irlande le 10 mars 1956. Il joue 22 matchs. Il participe notamment à la victoire sur les All Blacks en 1953. Il joue 4 matchs avec les Lions en 1955 en tournée en Afrique du Sud.

## Palmarès
- Grand chelem en 1952,
- victoire dans le Tournoi des Cinq Nations 1954, 1955 et 1956.

## Statistiques en équipe nationale
- 22 sélections pour le pays de Galles ,
- Sélections par année : 2 en 1951, 4 en 1952, 5 en 1953, 4 en 1954, 4 en 1955, 3 en 1956,
- Participation à six Tournois des Cinq Nations en 1951, 1952, 1953, 1954, 1955 et 1956.